# Sopron KC
Le Sopron KC est un club hongrois de basket-ball appartenant au Championnat de Hongrie de basket-ball, en première division. Le club est basé dans la ville de Sopron.

## Entraineurs
- ? :  Kornél Váradi
- 2019- :  Kostas Flevarakis